# Дорогоцінна знахідка
«Дорогоцінна знахідка» (англ. Precious Find) — американський фантастичний фільм 1996 року.

## Сюжет
2049 рік. Авантюрист Армонд Крілл стає володарем ключа до незчисленних скарбів, які знаходяться в надрах одного з астероїдів. На їх пошуки в далеку галактику відправляється експедиція, що складається з капітана Камілли Джонс, космічного сміттяра Сема Хортона і молодого золотошукача Бена Резерфорда. Відчувши запах великих грошей, їх переслідує банда андроїдів на чолі з кіборгом Лоо Січи. Жага наживи настільки велика, що залишається загадкою, хто виживе в цій золотій лихоманці.

## У ролях
| Актор                | Роль              |
| -------------------- | ----------------- |
| Рутгер Гауер         | Армонд Крілл      |
| Джоан Чень           | Камілла Джонс     |
| Гарольд Пруетт       | Бен Резерфорд     |
| Брайон Джеймс        | Сем Хортон        |
| Морган Хантер        | Саломон           |
| Дон Страуд           | Лоо Січи          |
| Філіп Мора           | Косников          |
| Алекс Шаклін         | Зік               |
| Тім Де Зарн          | Фредді Альбінс    |
| Ентоні Гуідера       | стрибун 1         |
| Шей Даффін           | гравців у покер 1 |
| Джонатан Болл        | гравців у покер 2 |
| Девід Майкл О'Нілл   | гравців у покер 3 |
| Джон Денніс Джонстон | бармен            |
| Джон Собестановіч    | Роджер            |
| Дучан Джерсіі        | працівник бюро    |
| Брайан Макміллен     | медик             |
| Баклі Морріс         | Генрі             |
| Дженні ДюБассо       | мормон            |
| Мадлен Мора          | чужинець          |